# 6e cérémonie des European Film Awards
La 6e cérémonie des prix du cinéma européen (6th European Film Awards), organisée par l'Académie européenne du cinéma, a eu lieu à Potsdam (Allemagne) le 4 décembre 1993 et a récompensé les films réalisés dans l'année.

## Palmarès

### Meilleur film
Urga
- Benny's Video
- Un cœur en hiver

### Young European Film of the Year
Orlando
- La Petite Amie d'Antonio
- C'est arrivé près de chez vous

### Meilleur acteur
Daniel Auteuil pour Un cœur en hiver
- Carlo Cecchi pour Mort d'un mathématicien napolitain
- Jan Decleir pour Daens

### Meilleure actrice
Maia Morgenstern pour Le Chêne
- Carla Gravina pour Le Long Silence
- Tilda Swinton pour Orlando

### Lifetime Achievement Award
Michelangelo Antonioni